# Willy Goldman
William Goldman (geboren 4. April 1910 in London; gestorben 25. April 2009 in Richmond, Surrey) war ein britischer Schriftsteller aus dem Londoner East End.   

## Leben
William Goldmans Eltern waren moldavische Juden, die Anfang des 20. Jahrhunderts aus dem Kaiserreich Russland nach England eingewandert waren. Er war das erste Kind aus der zweiten Ehe seines Vaters, er hatte sieben Geschwister und wuchs in Stepney im Londoner East End auf, seine Eltern waren nach Goldmans Berichten sehr streng. Sie nahmen ihn mit 14 aus der Schule, damit er als Schneidergehilfe zum Familieneinkommen beitragen konnte, er zog das Arbeiten als Hilfsarbeiter an der freien Luft vor. Goldman war Autodidakt und las Bücher in der Volksbibliothek. Er schloss sich der Jugendorganisation der britischen Kommunisten an. Goldman war der Kapitän einer Boxmannschaft auf einer gesponserten Reise in die Sowjetunion. 1934 heiratete er die österreichische politische Emigrantin Frieda Eisler, die Ehe wurde später geschieden, Goldman war danach noch zweimal verheiratet.
In den 1930er Jahren veröffentlichte Goldman eine Kurzgeschichte in der kommunistischen Zeitschrift The Left Review. John Lehmann nahm ihn in seine New Writing genannte Reihe bei Penguin auf. 1940 erschien sein autobiografischer Roman East End My Cradle mit einem Vorwort von TS Eliot bei Faber & Faber. 
Im Zweiten Weltkrieg wurde er als Bauhelfer bei der Beseitigung der Luftkriegsschäden eingesetzt. In den unmittelbaren Nachkriegsjahren veröffentlichte er mehrere Romane und Erzählbände und ein Theaterstück. 1951 stand Goldman in der Endauswahl eines Kurzgeschichtenwettbewerbs der Zeitung The Observer, der aber von Muriel Spark gewonnen wurde. Goldmans Roman The Forgotten Word (1948) kann als Vorläufer der Angry Young Men gesehen werden. Nach 1950 versiegte seine Schreibkraft, er ging eine dritte Ehe mit einer Lehrerin ein, sie hatten drei Kinder und zogen aufs Land nach Somerset und dann nach Beaconsfield (Buckinghamshire), schließlich zurück in den Londoner Stadtteil Richmond. Goldmans Frau starb 2008, er wurde fast einhundert.

## Werke
- East End My Cradle. Vorwort TS Eliot. London : Faber & Faber, 1940
- The Light in the Dust. London : Falcon Press, 1944
- That Thy Days May Be Long. London : Camelot Press, 1946 Theaterstück
- A Tent of Blue. London : Grey Walls Press, 1946
- Some Blind Hand. London : Fortune Press, 1946
- A Start in Life. London : Fortune Press, 1947
- The Forgotten Word. London : Art and educational publishers, 1948
- A saint in the making and other stories. London : Vallentine, Mitchell & Co., 1951